# Kim Soo-hyun
Đây là một tên người Triều Tiên, họ là Kim.
Kim Soo Hyun (sinh ngày 16 tháng 2 năm 1988) là một nam diễn viên người Hàn Quốc. Anh bắt đầu đóng phim vào năm 2007 với phim sitcom Kimchi Cheese Smile. Anh được biết đến với các tác phẩm như Bầu sô tập sư, Mặt trăng ôm mặt trời, Vì sao đưa anh tới, Điên thì có sao và Nữ hoàng nước mắt.

## Danh sách phim

### Phim truyền hình
| Năm                   | Tựa                         | Vai diễn                       |
| --------------------- | --------------------------- | ------------------------------ |
| 2007                  | Hãy Cười Lên Nào            | Kim Soo Hyun                   |
| 2008                  | Jungle Fish                 | Han Jae Ta                     |
| 2009                  | 7 Years of Love             | Cheon Jae                      |
| 2009                  | Will It Snow for Christmas? | Cha Kang Jin (thời niên thiếu) |
| 2009                  | Father's House              | Kang Jae Il                    |
| 2010                  | Cuộc đời lớn                | Lee Seung Mo (thời niên thiếu) |
| 2011                  | Dream High                  | Song Sam Dong                  |
| 2012                  |                             |                                |
| Mặt trăng ôm mặt trời | Quốc vương Lee Hwon         |                                |
| 2013                  | Vì sao đưa anh tới          | Do Min Joon                    |
| 2015                  | The Producers               | Baek Seung-Chan                |
| 2020                  | Hạ cánh nơi anh             | Bang Dong-Gu (cameo)           |
| 2020                  | Hotel Del Luna              | Boss (cameo)                   |
| 2020                  | Điên thì có sao             | Moon Gang-tae                  |
| 2021                  | One ordinary day            | Kim Hyun-Soo                   |
| 2024                  | Nữ hoàng nước mắt           | Baek Hyun-woo                  |

### Phim điện ảnh
| Năm  | Tựa              | Vai                         |
| ---- | ---------------- | --------------------------- |
| 2008 | Cherry Blossoms  | Han Hyun Joon               |
| 2009 | Worst Friend     | Junki                       |
| 2012 | The Thieves      | Jampano                     |
| 2013 | Secretly Greatly | Won Ryu Hwan / Bang Dong Gu |
| 2014 | Miss Granny      | Ông Park lúc trẻ (cameo)    |
| 2017 | Real             | Jang Tae Young              |

## Giải thưởng
Bài chi tiết: Danh sách giải thưởng và đề cử của Kim Soo-hyun
| Năm  | Tên giải thưởng                               |
| ---- | --------------------------------------------- |
| 2015 | Top Prize - Shining Popular Korean Star Award |

## Âm nhạc
| Năm  | Tựa bài hát                           | Chú thích                               |
| ---- | ------------------------------------- | --------------------------------------- |
| 2011 | "Dreaming (tiếng Hàn & tiếng Nhật)"   | OST Dream High                          |
| 2011 | "Dream High (tiếng Hàn & tiếng Nhật)" | OST Dream High                          |
| 2012 | "Another way (Digital Single)"        |                                         |
| 2012 | "The one and only you"                | OST Mặt trăng ôm mặt trời               |
| 2012 | Marine Boy                            | Nhạc cổ động Park Tae Hwan của Samsung  |
| 2012 | Winter Wonderland                     | Nhạc Giáng sinh trong CF Tous les Jours |
| 2014 | "In Front Of Your House"              | OST My Love From the Star               |
| 2014 | "Promise"                             | OST My Love From the Star               |
| 2024 | "Way home"                            | OST Nữ hoàng nước mắt                   |

## CF - Quảng cáo
| Năm  | Tên nhãn hàng                                       |
| ---- | --------------------------------------------------- |
| 2010 | Lotte sorureimu (kem)                               |
| 2010 | Lotte 2% (nước giải khát)                           |
| 2011 | Ivy Club (đồng phục học sinh)                       |
| 2011 | SPRIS (quần áo thời trang)                          |
| 2011 | Clinique (mỹ phẩm)                                  |
| 2011 | Canon (máy ảnh)                                     |
| 2011 | Domino's Pizza (thực phẩm)                          |
| 2011 | SK-II (mỹ phẩm)                                     |
| 2011 | SK Telecom (dịch vụ điện thoại)                     |
| 2012 | Bean Pole Outdoor (thời trang) [-->2013 --> 2015]   |
| 2012 | Prospecs W (giày thể thao)                          |
| 2012 | Petitzel (thực phẩm tráng miệng) [-->2013 --> 2015] |
| 2012 | Samsung Notebook Series 9 (điện tử)                 |
| 2012 | Angelinus Coffee (cà phê) [-->2013]                 |
| 2012 | R&B (thức uống dinh dưỡng)                          |
| 2012 | Beyond (mỹ phẩm) [-->2013 --> 2015]                 |
| 2012 | Cass (bia)                                          |
| 2012 | J.Estina (trang sức)                                |
| 2012 | Pigeon (nước xả vải)                                |
| 2012 | ZIOZIA (thời trang) [-->2013 --> 2015]              |
| 2012 | Natuur (kem)                                        |
| 2012 | Samsung Smart Printer (máy in)                      |
| 2012 | Petitzel Fruity (nước hoa quả) [-->2013 --> 2014]   |
| 2012 | Lotte Hotel Busan (khách sạn)                       |
| 2012 | VIPS (chuỗi nhà hàng gia đình) (thực phẩm)          |
| 2012 | Tous les Jours (bakery) [-->2013 --> 2015]          |
| 2013 | Poca Chip                                           |
| 2013 | Lotte Fitin (Trung tâm thương mại)[--> 2014]        |
| 2013 | Maserati Ghibli (xe hơi cao cấp)                    |
| 2013 | Calvin Klein (thời trang)[--> 2014]                 |
| 2014 | Samsonite Red (túi xách)                            |
| 2014 | LEMONA (Vitamin C)                                  |
| 2014 | The Face Shop                                       |
| 2014 | Samsung Electronics (Trung Quốc)                    |
| 2014 | Lotte Department Store (Trung Quốc)                 |
| 2014 | Hana Bank (ngân hàng)                               |
| 2014 | Coca Cola (Trung Quốc)                              |
| 2014 | Hyundai(Trung Quốc)                                 |
| 2014 | Haagen Dazs (kem) (Trung Quốc)                      |
| 2014 | Yili (sữa chua dưa hami) (Trung Quốc)               |
| 2014 | Semir (thời trang) (Trung Quốc)                     |
| 2014 | Ao Kang (giày) (Trung Quốc)                         |
| 2014 | Kwangdong V-Line (trà bắp)                          |
| 2014 | Dove (chocolate) (Trung Quốc)                       |
| 2014 | Tencent (ứng dụng điện thoại) (Trung Quốc)          |
| 2014 | Nature's Bounty (thực phẩm chức năng) (Trung Quốc)  |
| 2014 | Chungho Nais (máy lọc nước)                         |
| 2014 | FILA (thời trang thể thao)                          |
| 2014 | Blackcow Taki (cocktail) (Trung Quốc)               |
| 2014 | Aimatech (xe đạp điện) (Trung Quốc)                 |
| 2014 | Pizza Hut (Trung Quốc)                              |
| 2014 | Sogou (mạng tìm kiếm) (Trung Quốc)                  |
| 2014 | Lotte Duty Free (Trung tâm mua sắm)                 |
| 2014 | Caffe Bene (Trung Quốc)                             |
| 2014 | Hengda (nước khoáng - Trung Quốc)                   |

## Magazine - Tạp chí
| Năm  | Tên báo                             |
| ---- | ----------------------------------- |
| 2008 | Magazinet                           |
| 2010 | Brokore                             |
| 2010 | CECI                                |
| 2010 | ELLE GIRL                           |
| 2010 | VOGUE GIRL                          |
| 2010 | ANDEW                               |
| 2011 | High Cut                            |
| 2011 | MarieClaireKorea tháng 2            |
| 2011 | MarieClaire tháng 3                 |
| 2011 | SPRIS - STYLE MATE                  |
| 2011 | Newbankimage                        |
| 2011 | Cine21                              |
| 2011 | CECI tháng 8                        |
| 2011 | L'Officiel Hommes                   |
| 2011 | Ikemen (Nhật)                       |
| 2011 | MADFORY (Nhật)                      |
| 2011 | The Singles tháng 11                |
| 2011 | Marie Claire tháng 12               |
| 2011 | <週刊女性> (Chu Khan Nữ Tính)(Nhật) |
| 2011 | TOP (Nhật Bản)                      |
| 2011 | Hot chili paper (Nhật)              |
| 2011 | Ray (Nhật)                          |
| 2011 | 韓fun (Nhật)                        |
| 2011 | Ashahi Shimbun (Nhật)               |
| 2011 | Hanako (Nhật)                       |
| 2011 | Haru☆hana (Nhật)                    |
| 2011 | Spur Pink (Nhật)                    |
| 2011 | Wow! Korea (Nhật)                   |
| 2011 | Innolife (Nhật)                     |
| 2011 | Livedoor (Nhật)                     |
| 2011 | ELLE JAPON (Nhật)                   |
| 2011 | MORE (Nhật)                         |
| 2011 | Chosun Online (Nhật)                |
| 2011 | Asahi (Nhật)                        |
| 2011 | PIA (Nhật)                          |
| 2011 | K-Plaza (Nhật)                      |
| 2011 | GLAMOROUS (Nhật)                    |
| 2011 | Chiến dịch Barefoot Campaign        |
| 2011 | Look!S (Nhật)                       |
| 2011 | K Star Lovers                       |
| 2011 | もっと知りたい韓国ドラ              |
| 2011 | IPLUS                               |
| 2012 | Cosmopolitan tháng 1                |
| 2012 | Allure tháng 4                      |
| 2012 | @star1 tháng 5                      |
| 2012 | BAZAAR tháng 5                      |
| 2012 | ELLE tháng 5                        |
| 2012 | Cine21                              |
| 2012 | HIT (Beyond)                        |
| 2012 | KBOOM (Nhật)                        |
| 2012 | Ohmy Star                           |
| 2012 | Dispatch                            |
| 2012 | CELEPUB                             |
| 2012 | Asta TV                             |
| 2012 | 10Asia                              |
| 2012 | ELLE                                |
| 2012 | KPOP LIFE (Pháp)                    |
| 2012 | Movieweek                           |
| 2012 | Cine21                              |
| 2012 | Chosun Online (Nhật)                |
| 2012 | High Cut (với Suzy)                 |
| 2012 | Haruhana (Nhật)                     |
| 2012 | ASTATV tháng 8 (với Kaya)           |
| 2012 | Ginza (Nhật)                        |
| 2012 | Hot Chili Paper (Nhật)              |
| 2012 | 1st Look                            |

## Chương trình giải trí
| Năm  | Tên chương trình                               |
| ---- | ---------------------------------------------- |
| 2008 | Happy Sunday                                   |
| 2010 | Happy Together tập 177                         |
| 2012 | tvN Taxi                                       |
| 2012 | Running Man (tập 102)                          |
| 2012 | Star N' the City - SooSu Couple in New Zealand |
| 2013 | Running Man (tập 147)                          |
| 2014 | Super Brain (Trung Quốc)                       |
| 2014 | Bringing You the Stars (25/04) (Trung Quốc)    |
| 2015 | Stars from Korea (24/07 & 31/07)               |

## Biểu diễn âm nhạc
| Năm  | Tên buổi biểu diễn |
| ---- | --- |
| 2011 | Dream High Special Concert - Dream High, Dreaming, Maybe, Dream of Goose (24/02)                                                         |
| 2011 | M! CountDown - Dreaming (17/03) |
| 2011 | Dream Concert - Dreaming & Maybe (28/05)                                                                                                 |
| 2011 | Dream High Premium Event - Dream High & Dreaming (Nhật Bản – 04/09)                                                                      |
| 2011 | Sky!Perfect TV Awards - Dreaming (Nhật Bản - 05/10)                                                                                      |
| 2011 | KBS Drama Awards - Dreaming (31/12) |
| 2013 | Japan Fan Meeting - The One and Only You (30/06)                                                                                         |
| 2013 | FM Always Kim Soo Hyun Autumn in Japan - Dreaming & In the Rain (05-06/10)                                                               |
| 2014 | FM Kim Soo Hyun 1st Memories in Seoul - Dreaming, Nobody, She Taught Me to Yodel, Dressed in Black Skirt, In Front of Your House (16/03) |
| 2014 | Nanjing Youth Olympic Games - Lighten up the Future (16/08)                                                                              |